# Missa normativa
Als Missa normativa bezeichnet man einen im Rahmen der Liturgiereform nach dem Zweiten Vatikanischen Konzil geschaffenen Prototyp der Heiligen Messe aus dem Jahre 1967. Das Missale Romanum hatte 1965 im Wesentlichen eine in die Landessprache übersetzte Version der tridentinischen Messe übergangsweise eingeführt. Nach Ansicht einiger Konzilsberater, insbesondere des Beraters des Coetus X, Johannes Wagner, gingen diese Maßnahmen jedoch nicht weit genug. Ziel war deshalb, das Missale von allen als mittelalterlich empfundenen Rubrizismen zu befreien. Auf Grundlage einiger Quaestiones tractandae des Coetus X entstanden deshalb im April 1964 Grundprinzipien einer weitergehenden Reform. Am Montag, 24. Oktober 1967, wurde der neue Messtypus der Missa normativa erstmals auf der ersten Bischofssynode ad experimentum „aufgeführt“. Annibale Bugnini beurteilt das Ereignis wie folgt:

“Occorre dire subito che l’esperimento non riuscì. Anzi, in certo modo, produsse l’effetto contrario e pesò sulla votazione in senso negativo.”

„Man muss es gleich sagen, dass das Experiment nicht glückte. Vielmehr hatte es in gewisser Weise den gegenteiligen Effekt und wirkte sich auf die Abstimmung im negativen Sinn aus.“

Das Ergebnis der Abstimmung war also zwiespältig: 71 Bischöfe stimmten dafür (placet), 43 dagegen (non placet) und 62 sahen sie als Diskussionsgrundlage an (placet iuxta modum).